# كازوهيرو كاواتا
كازوهيرو كاواتا (باليابانية: 川田 和宏) (11 يونيو 1982 في فوكوكا في اليابان – )؛ هو لاعب كرة قدم ياباني سابق كان يلعب كلاعب وسط.

## وصلات خارجية
- كازوهيرو كاواتا على موقع رابطة كرة القدم اليابانية للمحترفين (اليابانية)
- كازوهيرو كاواتا على موقع قاعدة بيانات كرة القدم.إي يو (الإنجليزية)
- كازوهيرو كاواتا على موقع عالم كرة القدم.نت (الإنجليزية)